# Bayerisch-tschechische Landesausstellung
Die Bayerisch-tschechische Landesausstellung ist eine Sonderform der bayerischen Landesausstellung die ähnlich der bayerisch-oberösterreichischen Landesausstellung in internationaler Zusammenarbeit mit Tschechien ausgerichtet wird.

## Vorgeschichte
Die Landesausstellung 2007 im Grenznahen Zwiesel beschäftigte sich erstmals unter dem Motto „Bayern – Böhmen. 1500 Jahre Nachbarschaft“ mit dem Zusammenleben der beiden Nachbarn.

## Erste bayerisch-tschechische Landesausstellung 2016/17 in Prag und Nürnberg
Die erste bayerisch-tschechische Landesausstellung wurde 2016/17 in Prag und Nürnberg präsentiert. Im Mittelpunkt stand Kaiser Karl IV. und seine Zeit. Karl IV. wurde als Schwerpunkt der Ausstellung gewählt, da er beide Länder und insbesondere die Städte Prag und Nürnberg geprägt hat.
Die Ausstellung wurde anlässlich des 700. Geburtstags von Karl IV. am 14. Mai 2016 in Prag eröffnet. Sie wurde vom 14. Mai bis zum 25. September 2016 in der Wallenstein-Reithalle in Prag präsentiert und war vom 20. Oktober 2016 bis 5. März 2017 im Germanischen Nationalmuseum in Nürnberg zu besichtigen. 
Auf bayerischer Seite war das Haus der Bayerischen Geschichte für die Vorbereitung verantwortlich, auf tschechischer Seite die Nationalgalerie in Prag; maßgeblich beteiligt an Konzeption und Durchführung sowie der Erarbeitung des Ausstellungskatalogs waren Wissenschaftler des Leibniz-Instituts für Geschichte und Kultur des östlichen Europa.

## Zweite bayerisch-tschechische Landesausstellung 2023/24 in Regensburg
Die zweite bayerisch-tschechische Landesausstellung fand vom Mai 2023 bis September 2023 im Haus der Bayerischen Geschichte in Regensburg und vom November 2023 bis Mai 2024 im Tschechisches Nationalmuseum in Prag unter dem Motto „Barock. Bayern und Böhmen“ statt.
Im Rahmen der Eröffnung der Ausstellung nahm am 9. Mai 2023 mit Petr Fiala zum ersten Mal ein tschechischer Ministerpräsident an einer Kabinettssitzung der bayerischen Staatsregierung teil.